# Società per la pace e la giustizia internazionale
La Società per la pace e la giustizia internazionale è un'associazione storica creata nel 1887 dal premio Nobel Ernesto Teodoro Moneta

## Storia
L'associazione fondata nel 1887 da Ernesto Teodoro Moneta che ebbe il premio Nobel per la Pace (nel 1907), venne poi guidata dal fratello della nuora Augusta Rosetti, moglie di Luigi Moneta Caglio, suo primogenito, Doro Rosetti.
Sciolta con decreto prefettizio del 5 maggio 1937, venne ripristinata con decreto del Prefetto della liberazione, Riccardo Lombardi del 24 luglio 1945.
La presidenza venne nuovamente assunta da Doro Rosetti (morto nel 1963), con il segretario Gaspare Vezzoli. A Rosetti succedettero Eucardio Momigliano, Giuseppe Tramarollo e Giulio Polotti. Alla morte di Polotti, nel 1999, la guida passò a Walter Galbusera (presidente) e Renato Ferrari (segretario tesoriere), che diedero nuovo impulso alle attività della Società.
La sede, dapprima a Milano, poi a Pavia, dal 1º settembre 2012 è ospitata nei locali della fondazione Anna Kuliscioff a Milano.

## Mostre e dibattiti
1. Convegno Internazionale Ernesto Teodoro Moneta "Pace e Diritti Umani", Strategie per il Terzo Millennio. Lunedì 24 marzo 2003 presso l'università di Pavia.
2. Tavola rotonda sul tema "La pace al giorno d'oggi: realtà o utopia?". Lunedì 15 ottobre 2007 presso il Collegio Cairoli di Pavia.
3. Mostra di documenti rievocativi "Attualità di un Messaggero di Pace". Martedì 6 maggio 2008 presso il Circolo della Stampa a Milano.
4. 2ª Mostra di documenti rievocativi "Attualità di un Messaggero di Pace". Mercoledì 28 gennaio 2009 presso la Sala Conferenze Biblioteca Civica a Novi Ligure.
5. 3ª Mostra di documenti rievocativi "Attualità di un Messaggero di Pace". Venerdì 20 marzo 2009 presso il Castello di Belgioioso (PV).
6. 4ª Mostra di documenti rievocativi "Attualità di un messaggero di pace". 18 novembre - 5 dicembre 2011. Biblioteca Marciana di Venezia